# Bullitt (Lastenrad)

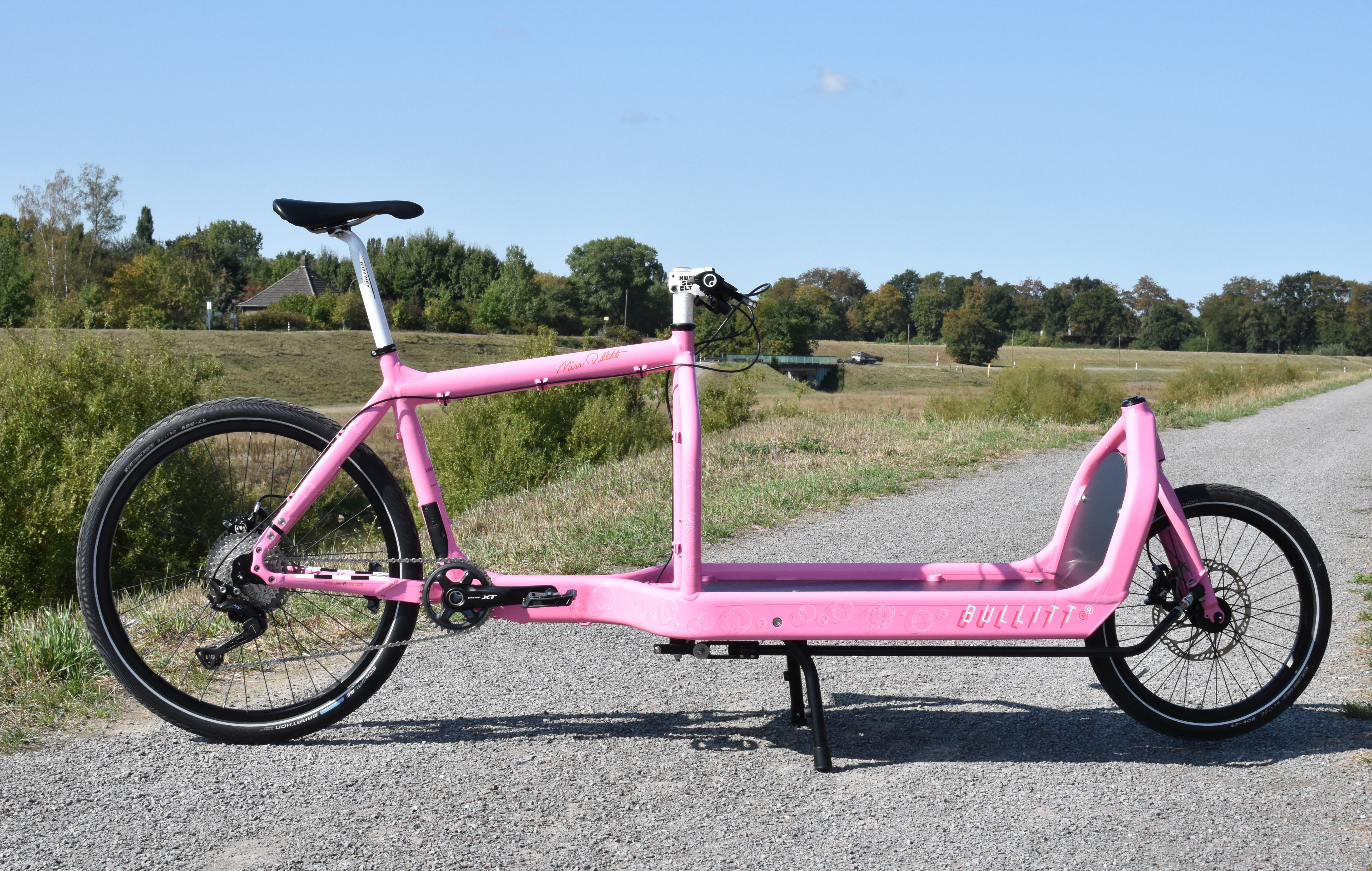
Bullitt Lastenrad (Sondermodell Miss Bullitt)

Das Bullitt ist ein patentiertes Lastenrad des 2008 gegründeten Herstellers Larry vs Harry aus Kopenhagen. Die Lastenräder sind von der Konstruktion einspurige Frontlader, wie das Long John, der Rahmen ist jedoch aus Aluminium gefertigt. Seit 2015 sind sie auch mit E-Antrieb verfügbar und laufen unter der Bezeichnung eBullitt. Zu Beginn wurden Bionx-Hinterradmotoren verbaut. Seit 2017 werden Shimano Steps Mittelmotoren verwendet.
Es existiert eine Version des Rades mit 22 cm längerer Ladefläche namens Bullitt X. Auch das längere Modell ist motorisiert als eBullitt X verfügbar.
Das Bullitt ist mit dem Red Dot Design Award ausgezeichnet.
Technische Daten
- Rahmenmaterial: Aluminium (Aluminium 7005, T6 hitzebehandelt)
- Gabel: CroMoly-Stahlgabel
- Bremsen: Hydraulisch betätigte Scheibenbremsen
- Schaltung: Naben- oder Kettenschaltungen, als Sonderausführung mit Piniongetriebe[3]
- Zuladung: Maximal einschließlich Fahrer ist mit 180 kg angegeben
- Räder: Vorne 20", hinten 26"
- Gewicht: rund 25 kg je nach Ausstattung

## Rezeption
- The Bullitt's Burden von Chase Bauer (Dokumentarfilm, 2017)